# Templo de Artemisa (Siracusa)
El Templo de Artemisa o Artemisión (en italiano: Tempio di Artemide, en griego antiguo: Ἀρτεμίσιον), a menudo “Templo Jónico”, fue un antiguo templo griego dedicado a la diosa Artemisa en Siracusa, Sicilia, actual Italia. Estaba situado en la parte sur de Ortigia, en el punto más alto de la isla. Las ruinas del templo se encuentran cerca de la actual Piazza del Duomo, (Plaza de la Catedral), y de la Catedral de Siracusa.

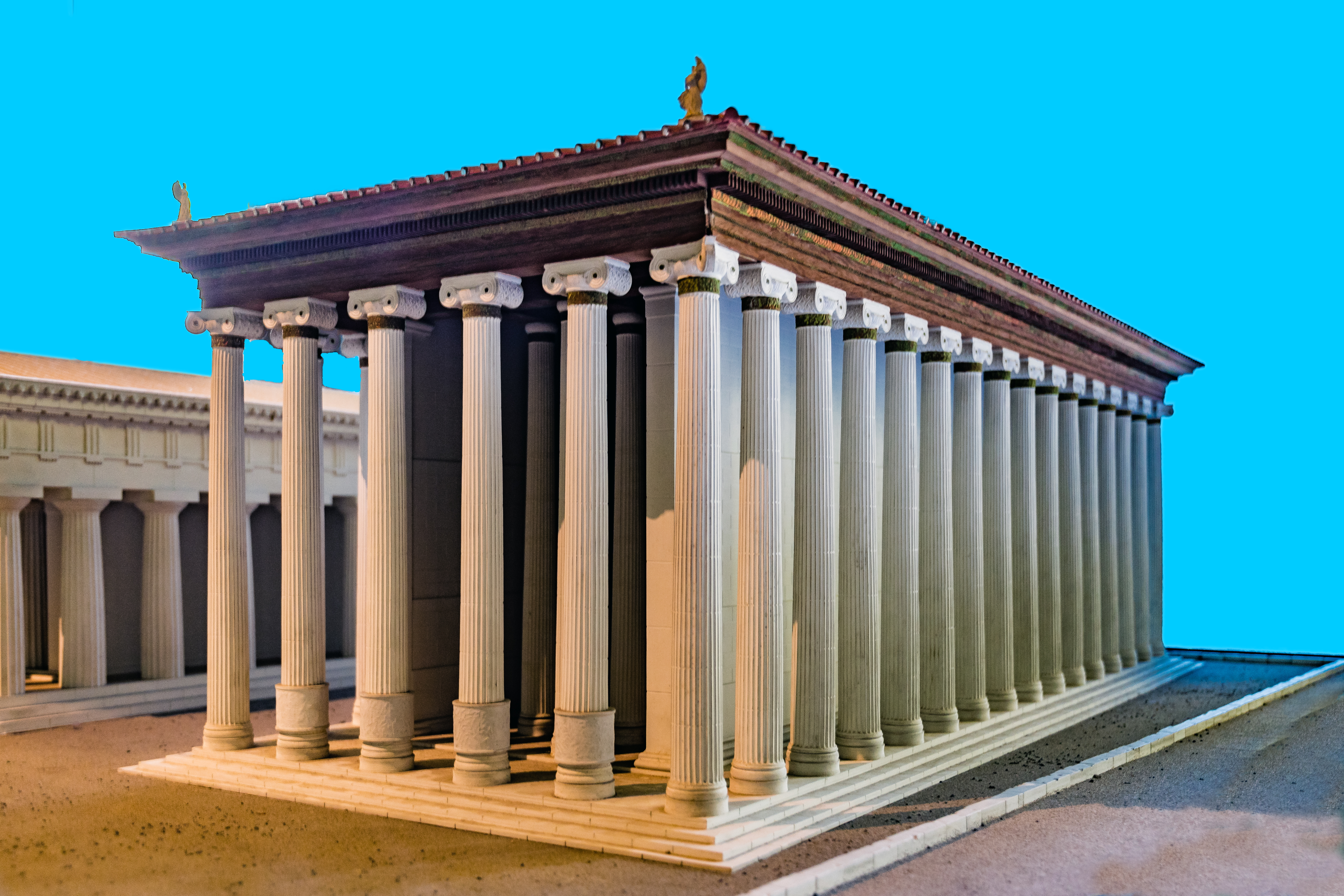
Maqueta del templo.

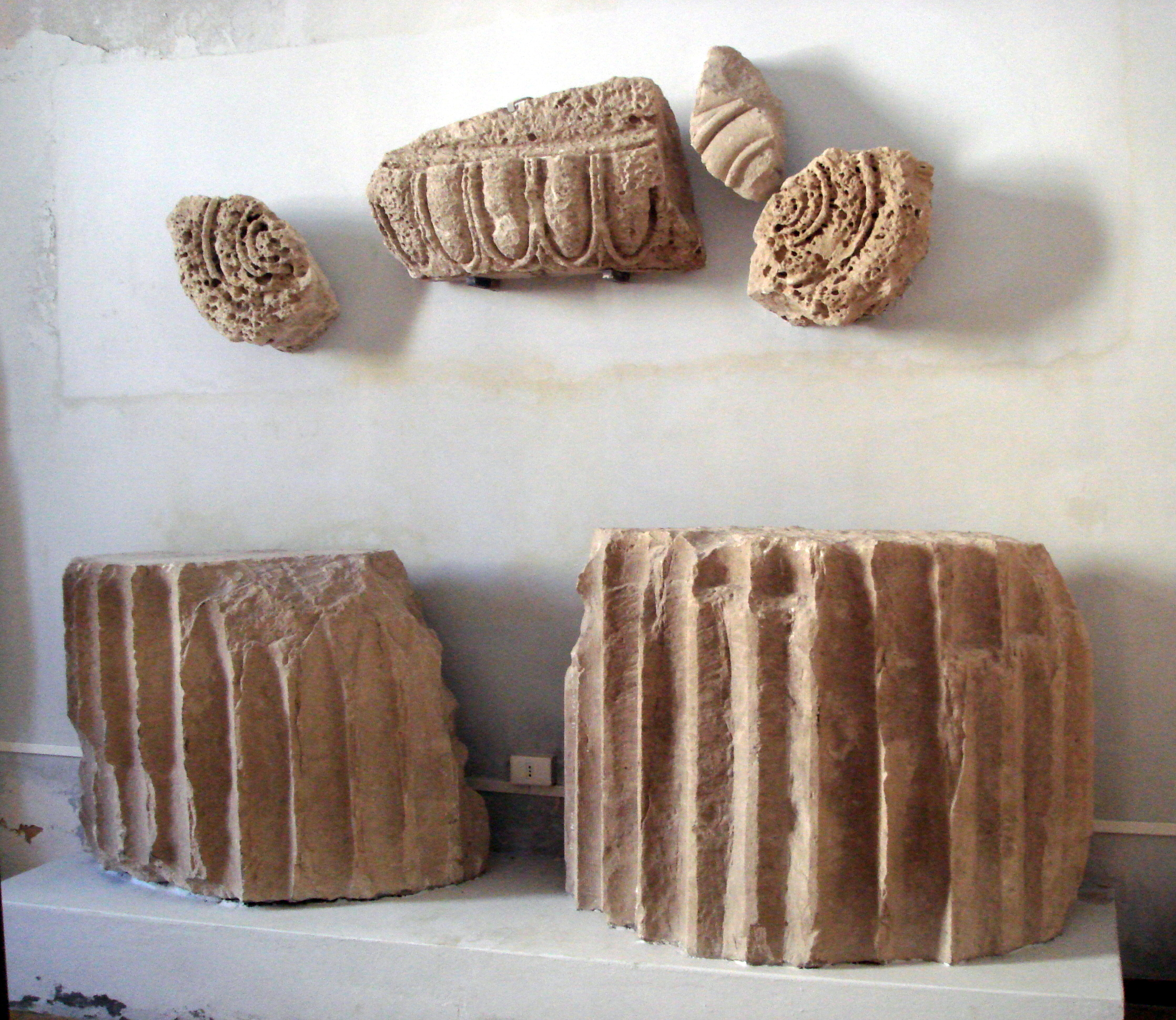
Columnas del templo.

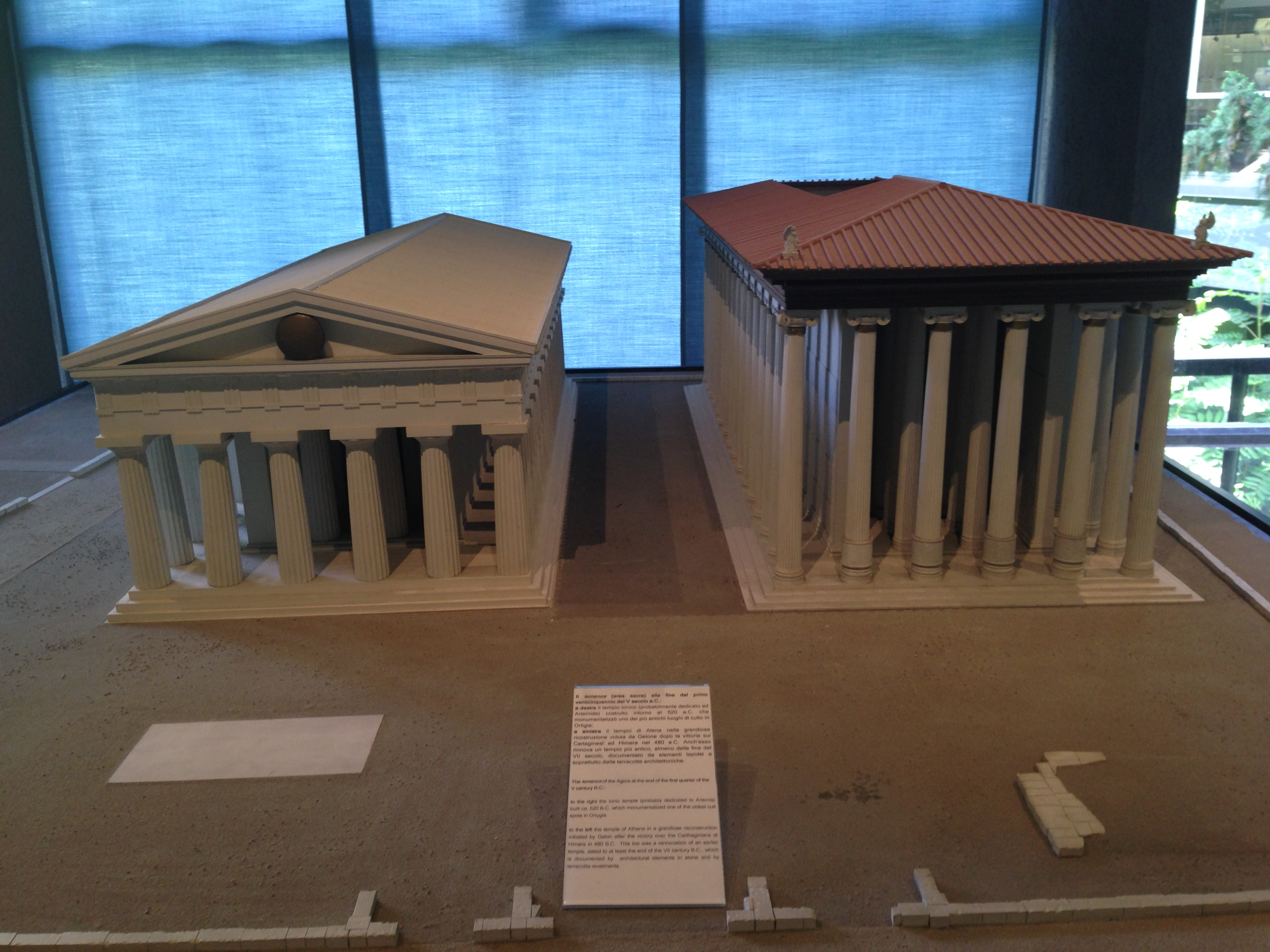
Reconstrucción de la disposición del Templo de Atenea y del de Artemisa.

Su construcción comenzó en la época arcaica, en la segunda mitad del VI a. C. pero parece que quedó inacabado tras el cambio de poder en la ciudad a colación de la expulsión de los gamoroi de Siracusa hacia el 500 a. C., así como con la derrota infligida a Siracusa por Hipócrates de Gela. 
Era de estilo jónico, y era el único templo conocido de este estilo en toda Sicilia. Se construyó inmediatamente al norte del Templo de Atenea, en línea con él.
Medía unos 59 m de largo y 25 de ancho. Tenía seis columnas en los lados cortos y 14 o 16 en los largos. En el extremo oriental del templo había un pronaos y en el occidental un opistodomos. La arquitectura del edificio estaba claramente influida por el Templo de Artemisa de Éfeso y, al parecer, también por el Hereo de Samos.
Las investigaciones modernas suponen que el Templo de Artemisa no se completó debido a la falta de elementos de techumbre encontrados. Se supone que los trabajos de construcción se paralizaron en favor de la construcción de un nuevo templo junto a él hacia el 480 a. C. En lugar de terminarse, bajo Gelón se erigió un templo de la Victoria de estilo dórico en honor de la diosa Atenea con motivo de la batalla ganada en Hímera. Es de suponer que los materiales de construcción del templo jónico inacabado se retiraron en gran parte para utilizarlos en el nuevo edificio dórico. Sin embargo, el sorprendente aspecto general del templo de Artemisa en Siracusa debió de seguir existiendo hasta el siglo I a. C.
Posteriormente, en su emplazamiento se erigió la iglesia de la Madonna della Misericordia, más tarde conocida como Chiesa de San Sebastiano. Se han llevado a cabo investigaciones arqueológicas en el lugar, principalmente tras la demolición de la iglesia. Solo se conservan los cimientos del templo. Los restos fueron descubiertos por Paolo Orsi en 1910, y después de 2005 se construyó en el lugar un pabellón diseñado por el arquitecto Vincenzo Latina, que alberga las ruinas del templo.